# William R. Shafter

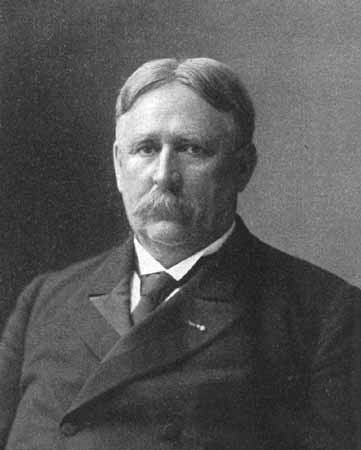
William Shafter

William Rufus Shafter (16 de outubro de 1835 - 12 de novembro de 1906) foi um oficial do Exército da União durante a Guerra Civil Americana que recebeu a mais alta condecoração militar dos Estados Unidos, a Medalha de Honra, por suas ações na Batalha de Fair Oaks. Shafter também desempenhou um papel proeminente como um general na Guerra Hispano-americana. Fort Shafter, Havaí, foi nomeada em sua homenagem, assim como a cidade de Shafter, Califórnia e a cidade-fantasma de Shafter, Texas. 
Shafter nasceu em Galesburg, Michigan, em 16 de outubro de 1835. Ele trabalhou como professor e agricultor nos anos que precederam a Guerra Civil. Participou das batalhas ao lado da União contra os confederados em seguida participou na conquista do Oeste derrotando tribos indígenas. Durante a Guerra Hispano-Americana, comandou o exército em várias batalhas em Cuba. Em 1901, Shafter se aposentou voltando à trabalhar como agricultor. Ele faleceu em 12 de novembro de 1906.